# Friedrich Dietz von Weidenberg
Friedrich Dietz von Weidenberg (geboren am 27. Oktober 1871 in Floridsdorf; gestorben am 9. Dezember 1941 in Wien) war ein österreichischer Architekt und Sportschütze.

## Leben
Friedrich Dietz von Weidenberg wurde als Sohn eines Zimmerermeisters und Inhabers einer Baustoffhandelsfirma im damals noch selbständigen Floridsdorf geboren. Nach der Matura studierte er an der Akademie der Bildenden Künste Wien unter Otto Wagner. 1900 erwarb er die Baumeisterkonzession und gleich danach realisierte er seine ersten Bauten. Für Dietz arbeitete zeitweise auch Adolf von Inffeld, ein weiterer Wagner-Schüler. Dietz von Weidenberg war gleichzeitig auch der „Hausarchitekt“ für die Industriellenfamilie Mautner Markhof und deren Fabriken.

### Schießsport
Ein weiterer relevanter Teil seiner Biographie ist seine Leidenschaft für den Jagd- und Schießsport. Er war Pächter eines Jagdgrundes in der Nähe von Göttlesbrunn und engagierte sich im Verein Grünes Kreuz.
Als Sportschütze nahm er bei den Olympischen Sommerspielen 1924 am Tontaubenschießen-Mannschaftsbewerb teil. Die österreichische Mannschaft erreichte dabei den sechsten Platz.

## Bauten

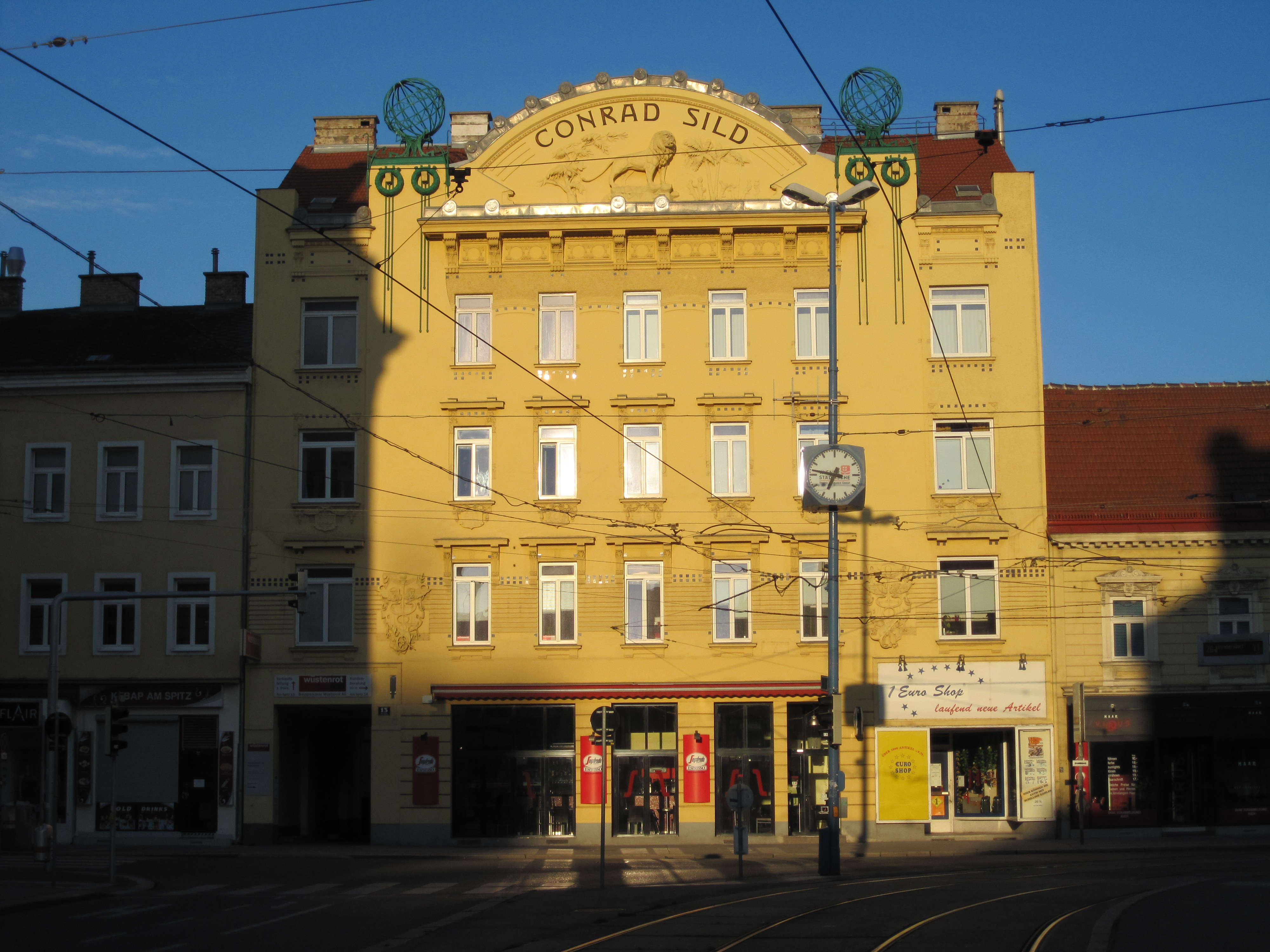
Das Sild-Haus

Dietz’ bedeutendste Arbeiten stammen aus dem ersten Jahrzehnt des 20. Jahrhunderts. Er war hauptsächlich in Floridsdorf tätig, das seiner Entstehung nach eine jüngere Industriegemeinde war, die sich an der Nordbahn sowie „Am Spitz“ (dem Straßenzwickel zwischen Prager und Brünner Straße) entwickelt hatte.
Am nach 1900 dort entstandenen Platz Am Spitz befindet sich auch ein repräsentativer Bau von Dietz: das Sild-Haus, ein Kaufmanns- und Miethaus, das für die Handelsgesellschaft Lambert und Conrad Sild errichtet wurde. Insbesondere die mit Lorbeerkränzen dekorierten und von durchbrochenen Globen (als Symbol für das Handelshaus) bekrönten Seitenpylonen, sind ein typisches Element für den Stil der Wagner-Schule. Die Fassade ist außerdem mit punktuell angebrachten Kacheln rhythmisiert. Am flachen übergiebelten Mittelrisaliten ist ein Löwenrelief zu sehen. Der Bau gilt als einer der wichtigsten secessionistischen Bauten im Bezirk.
Nicht mehr vorhanden ist der Gisela-Hof mit den Gisela-Sälen. Auch sie wurden von seitlichen Pylonen abgeschlossen und hatten oberhalb des mit Pfeilern versehenen Eingangsbereichs ein dreiteiliges, mit einem großen Bogen abgeschlossenes Fenster, das dem Verlauf der Attikazone folgte. Die Säle waren zuerst ein Varietétheater, dann ein Kino und wurden nach Kriegsschäden komplett verändert.

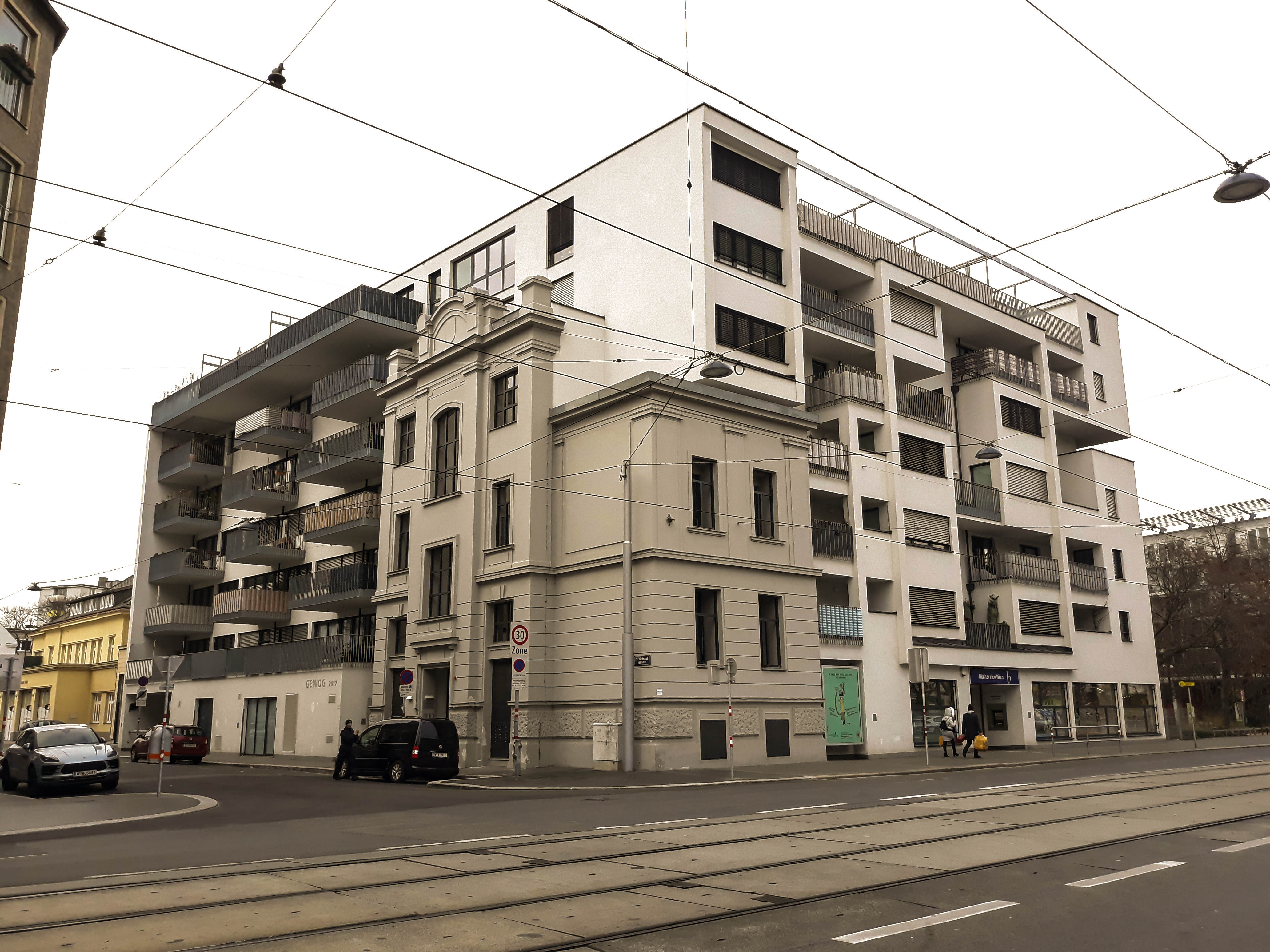
Brünner Straße 27 mit einbezogener Fassade des Weisselbades

Daneben errichtete er in Floridsdorf auch etliche Arbeiterwohnhäuser und öffentliche Bauten wie das Weisselbad (nunmehr ist an dieser Stelle ein modernes Wohnhaus, in das aber ein Teil der alten Fassade integriert ist). Auch in die Planungen für das Gaswerk Leopoldau war er eingebunden.
In seinen Arbeiten für Mautner Markhof griff er auf etablierte Architekturformen zurück. Er war für die ab der Jahrhundertwende erfolgten Erweiterung der Fabrik in Simmering verantwortlich (eines der wenigen größeren Projekte außerhalb seines Heimatbezirks), die er in einem für Industriebauten traditionellen Sichtziegelstil ausführte. An der Prager Straße errichtete er eine Villenanlage in Form eines Wohnhauses mit Wirtschaftshof in neobarocken Formen, in der eine herrschaftlich-palaisartige Formensprache angewandt wird, was dem Bau den Spitznamen Mautner-Markhof-Schlössl eintrug. Die Anlage fungiert heute nach einigen Umbauten als Sitz des Floridsdorfer Bezirksmuseums und steht unter Denkmalschutz (Listeneintrag).
- 1901: Gisela-Hof mit Gisela-Sälen, Wien 21, Frömmelgasse 42 und 42A (nicht mehr vorhanden)
- 1905: Miethaus Sild-Hof, Wien 21, Am Spitz 13
- 1905: Arbeiterwohnhaus, Wien 21, Pilzgasse 2
- 1905: Arbeiterwohnhaus, Wien 21, Leopoldauer Straße 39–43
- 1907: Dampf-, Wannen- und Brausebad (Weisselbad), Wien 21, Brünner Straße 27 (nur mehr Teile der Fassade vorhanden)
- 1908/09: Fabrikantenvilla Mautner-Markhof-Schlössl, Wien 21, Prager Straße 33
- bis ca. 1930: diverse Um- und Neubauten an den Mautner Markhofschen Fabriksanlagen

## Ehrung
2021 wurde im Leopoldauer Industriegebiet die Dietz-von-Weidenberg-Straße benannt.